# Ortografia della lingua tedesca
L'ortografia della lingua tedesca (in tedesco Rechtschreibung) è da tempo oggetto di modificazioni, dibattiti e proteste: dopo l'ultima riforma ortografica sono stati fissati alcuni ulteriori criteri per la corretta grafia delle parole, sebbene essa non sia stata accettata da tutti, soprattutto da alcuni importanti giornali locali, quali la Frankfurter Allgemeine Zeitung e il Bild. C'è da ricordare anche la notevole riforma del 1998.

## Premesse
La scrittura, in qualsiasi lingua, avviene attraverso grafemi, entità astratte che esulano dal concetto di suono: il loro collegamento con i foni è difatti sempre arbitrario; alla luce di questo, il tedesco (che usa l'alfabeto latino) non sempre usa una corrispondenza "uno-a-uno" tra fonema e grafema, ma spesso vengono usate combinazioni di questi ultimi per rappresentare un fonema (e il rispettivo suono), oppure, viceversa, è possibile che un singolo simbolo grafico possa rappresentare una combinazione di fonemi, così come possono presentarsi casi di allografia.
In linguistica si chiudono tra parentesi quadre [] i foni, ad esempio [t], tra barre // i fonemi, ad esempio /t/ e tra parentesi angolari i grafemi, ad esempio <t>. Le forme precedute dall'asterisco (*<>) sono forme esistenti ma non previste o accettate dalla grafia locale, se non in parole di derivazione straniera.

## Alfabeto
Il sistema di scrittura tedesco adotta l'alfabeto latino, con l'aggiunta delle vocali <ä>, <ö>, <ü> e della consonante <ß. Si compone quindi di 30 lettere:
La consonante ß (solo in Germania e Austria), di cui la corrispondente maiuscola (ẞ), dal 29 giugno 2017, fa parte dell'ortografia tedesca.

### Utilizzo della ß
La Eszett o scharfes S (in italiano, s forte), il cui utilizzo è stato abbandonato in Svizzera e Liechtenstein, è un segno grafico che rappresenta il fonema /s/, e appare (secondo l'ultima riforma) in sostituzione di <ss> dopo vocale lunga mentre, prima del 1998, l'uso era altrimenti regolamentato.

### Utilizzo delle vocali con metafonesi
La metafonesi (ted. Umlaut), o meglio, il suo segno grafico posto su <ä>, <ö>, <ü> indica che, nella fase più antica del tedesco (e di tutte le lingue germaniche, del resto), la vocale tematica è stata influenzata da una vocale anteriore che la precedeva o seguiva: la realizzazione fonetica è, rispettivamente, [ɛː]/[ɛ], [øː]/[œ] ed [yː]/[ʏ]. In tempi più antichi (dal medioevo fino al Cinquecento circa), essa era segnata con una piccola e posta al di sopra della vocale modificatasi.
Oggi in alternativa alle vocali con metafonesi sono comunemente accettati i digrammi <ae> per <ä>, <oe> per <ö>, <ue> per <ü>, sebbene sia consigliato di evitarli, in quanto figli solo di necessità (mancanza del simbolo grafico corrispondente su tastiere di computer o telefonini, ad esempio) e simboli di basso stile. Altrettanto vale per la scrittura alternativa <ss> per <ß>.

## Il sistema ortografico

### Consonanti
| Fonema | Realizzazione semplice                                                                  | Raddoppiamento                                             |
| ------ | --------------------------------------------------------------------------------------- | ---------------------------------------------------------- |
| /r/    | <r>                                                                                     | <rr> dopo vocale breve                                     |
| /l/    | <l>                                                                                     | <ll> dopo vocale breve                                     |
| /m/    | <m>                                                                                     | <mm> dopo vocale breve                                     |
| /n/    | <n>                                                                                     | <nn> dopo vocale breve                                     |
| /ŋ/    | <ng> <n> se prima di /k/                                                                | impossibile                                                |
| /b/    | <b>                                                                                     | <bb>                                                       |
| /p/    | <p> <b> in finale di sillaba                                                            | <pp>                                                       |
| /g/    | <g>                                                                                     | <gg>                                                       |
| /k/    | <k> <q> prima di /v/ <g> in finale di sillaba <x>, <chs>, <gs>, <cks>, <ks> per /k/+/s/ | <ck> *<kk> è possibile solo in parole di origine straniera |
| /d/    | <d>                                                                                     | <dd>                                                       |
| /t/    | <t>,<th>, <dt> <d> in finale di sillaba                                                 | <code>                                                     |
| /pf/   | <pf>                                                                                    | impossibile                                                |
| /ʦ/    | <z> <t> + -s del genitivo                                                               | <tz> *<zz> è possibile solo in parole di origine straniera |
| /v/    | <w> <u> dopo <q> <v> in parole di origine latina                                        | impossibile                                                |
| /f/    | <f> <v> in parole di origine germanica                                                  | <ff>                                                       |
| /z/    | <s>                                                                                     | <impossibile>                                              |
| /s/    | <s> <ß> <x> per /k/ + /s/                                                               | <ss> <ß>                                                   |
| /ʃ/    | <sch> <s> ad inizio sillaba prima di /p/, /t/                                           | impossibile                                                |
| /ʧ/    | <tsch>, <tzsch>                                                                         | impossibile                                                |
| /ç/    | <ch> <g> nel suffisso <-ig>                                                             | impossibile                                                |
| /x/    | <ch>                                                                                    | impossibile                                                |
| /j/    | <j>                                                                                     | impossibile                                                |
| /h/    | <h>                                                                                     | impossibile                                                |

Il raddoppio della consonante, che spesso avviene dopo vocale breve, è solo a livello grafematico, cioè di scrittura. In tedesco non esistono consonanti doppie (cioè pronunciate in maniera allungata, come in italiano).

### Vocali
Spesso le vocali brevi hanno, in tedesco, una corrispondenza "uno-a-uno" tra fonema e grafema:
|Le vocali lunghe possono avere invece diversi esiti: la forma semplice singola, il raddoppio della vocale (dove possibile, vedere principio estetico) e la cosiddetta Dehnungs-h (h d'allungamento).
| Suono | Realizzazione | Esempio            |
| ----- | ------------- | ------------------ |
| [a]   | <a>           | <Stadt>            |
| [ɛ]   | <e> <ä>       | <fest> <Städte>    |
| [ɪ]   | <i>           | <Beginn>           |
| [ɔ]   | <o>           | <Osten>            |
| [ʊ]   | <u>           | <Bund>             |
| [œ]   | <ö>           | <können>           |
| [ʏ]   | <ü> <y>       | <Flüsse> <Hypnose> |

| Suono | Realizzazione   | Esempio                   |
| ----- | --------------- | ------------------------- |
| [aː]  | <a> <aa> <ah>   | <Tag> <Staat> <fahren>    |
| [eː]  | <e> <ee> <eh>   | <lesen> <leer> <sehen>    |
| [ɛː]  | <ä> <äh>        | <wäre> <wählen>           |
| [oː]  | <o> <oo> <oh>   | <verboten> <Boot> <Bohne> |
| [uː]  | <u> <uh>        | <Fuß> <Uhr>               |
| [øː]  | <ö> <öh>        | <böte> <Söhne>            |
| [yː]  | <ü> <üh> <y>    | <Tür> <führen> <Typ>      |
| [iː]  | <ie> <ih> <ieh> | <Lied> <ihr> <sieht>      |

## Principi di ortografia
L'ortografia tedesca è regolata da alcuni principi, che dovrebbero essere sempre rispettati, anche se il tedesco moderno tende alla semplificazione, suscitando così le proteste dei puristi.
Questi i più importanti:
1. Principio fonetico
  - Le lettere (o grafemi) esprimono suoni, ad esempio il grafema <b> esprime il suono [b].
2. Principio fonologico
  - Ogni fonema è rappresentato da grafemi, ad esempio, i grafemi /ç-x/ sono entrambi rappresentati dal grafema <ch>.
3. Principio morfologico o principio della radice
  - La radice ha la tendenza a rimanere uguale nelle diverse forme dell'unità grammaticale a cui riconduce, in modo da distinguere a primo acchito la comune appartenenza a una stessa forma di parola, ad esempio il termine <Tag> in tedesco viene pronunciato [ taːk ] (a causa dell'Auslautverhärtung); Esso non è scritto *<tak> o *<tac> (come invece nel '500), bensì <Tag> per evidenziare la sua affinità con le altre forme dello stesso sostantivo:
    - nominativo singolare: Tag
    - nominativo plurale: Tage
    - genitivo singolare: Tages
    - dativo plurale: Tagen
      - ricalcato sullo stesso sostantivo <Tag> vi è l'avverbio <täglich>, "quotidianamente". La trascrizione fonetica dell'avverbio ([ tɛːklɪç ]) ci fa intuire che, alla luce della realizzazione delle vocali in tedesco (vedere lo schema soprastante), la parola potrebbe essere scritta anche *<teglich>, viene invece usato il grafema <ä> per sottolineare la sua derivazione dal succitato sostantivo.
4. Principio lessicale
  - Gli omofoni vengono distinti tramite la grafia, ad esempio <Weise> (saggio) e <Waise> (orfano) (IPA [ vaɪzə ]) vengono scritti col diverso dittongo <ei> ed <ai>, oppure <Lider> (palpebre) e <Lieder> (canzoni) (IPA ['liːdɐ]), vengono distinti dalla diversa grafia dell'allungamento della vocale /i/ (vedere lo schema soprastante).
5. Principio grammaticale
  - I sostantivi, comuni o propri che siano, sono scritti con la lettera iniziale maiuscola.
6. Principio sintattico
  - Qualsiasi parola che si trovi ad inizio di una frase viene scritta con la lettera maiuscola.
7. Principio estetico
  - Alcuni segni vocalici non vengono mai raddoppiati (vedere lo schema soprastante): rispettivamente <i>, <u>, <ä>, <ö>, <ü>.
8. Principio pragmatico (non più usato dopo la riforma ortografica)
  - Nelle lettere, si è soliti far risaltare l'importanza del destinatario ponendo il pronome <Du> (tu) con l'iniziale maiuscola.

## Scrivere <ß>, <ä>, <ö>, <ü> al computer

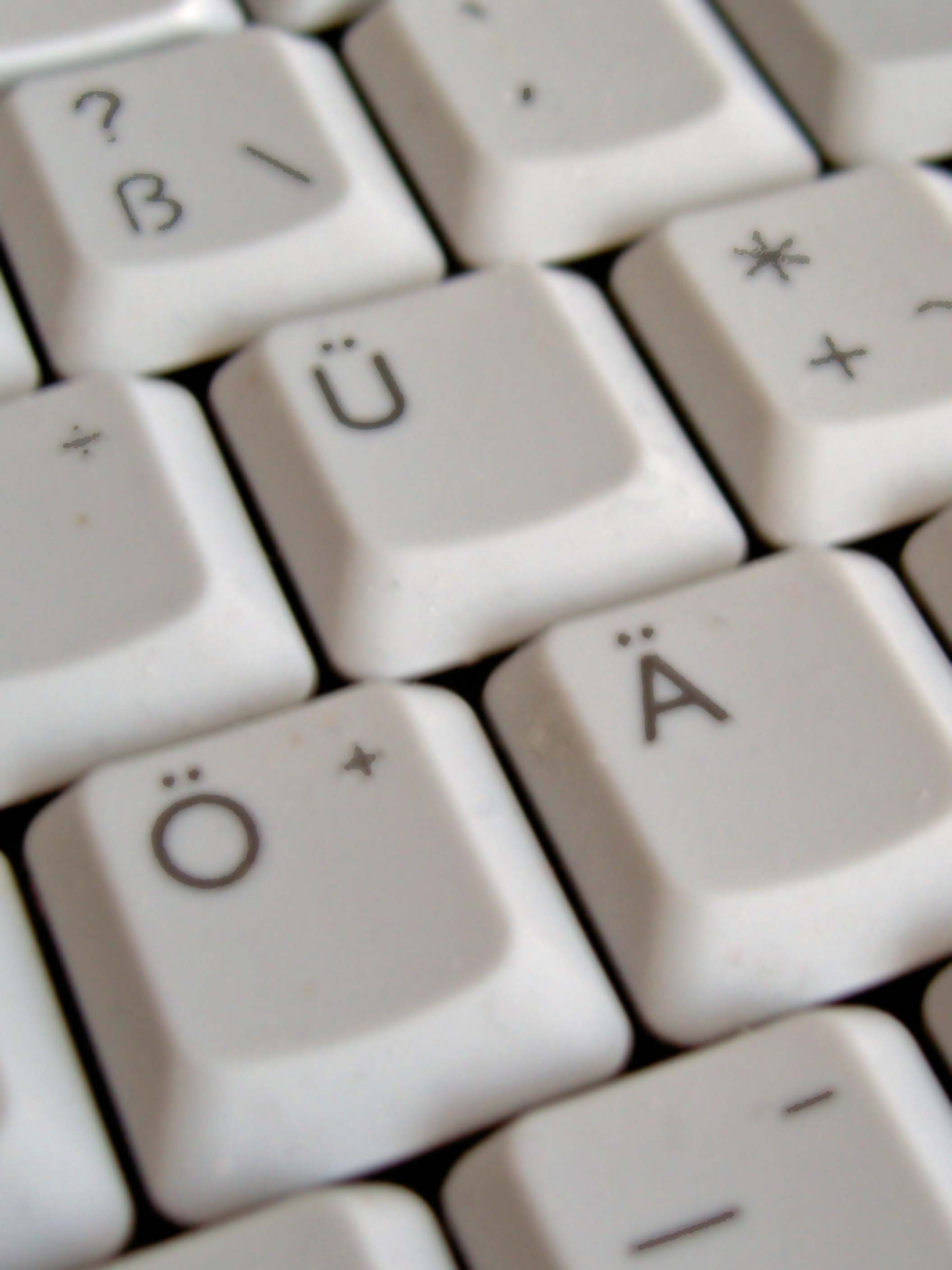
Lettere con Umlaut nella tastiera tedesca.

Spesso chi ha bisogno di scrivere in tedesco con il computer è ostacolato nella scrittura di questi segni dalla loro assenza nelle tastiere italiane. Nella seguente tabella è riportato il metodo con cui scrivere tali caratteri con una tastiera italiana.
|   | Windows    | Mac OS         | GNU/Linux                        | Unicode  |
| - | ---------- | -------------- | -------------------------------- | -------- |
| Ä | Alt + 0196 | Option + u + A | AltGr + Maiusc + :, seguito da A | Alt+00C4 |
| ä | Alt + 0228 | Option + u + a | AltGr + Maiusc + :, seguito da a | Alt+00E4 |
| Ö | Alt + 0214 | Option + u + O | AltGr + Maiusc + :, seguito da O | Alt+00D6 |
| ö | Alt + 0246 | Option + u + o | AltGr + Maiusc + :, seguito da o | Alt+00F6 |
| Ü | Alt + 0220 | Option + u + U | AltGr + Maiusc + :, seguito da U | Alt+00DC |
| ü | Alt + 0252 | Option + u + u | AltGr + Maiusc + :, seguito da u | Alt+00FC |
| ß | Alt + 0223 | Option + s     | AltGr + S                        | Alt+00DF |
| ẞ |            |                |                                  | Alt+1E9E |

Le combinazioni indicate per Linux sono anche valide per chi utilizza un sistema Windows con il layout di tastiera "US-international", con l'eccezione della eszett che viene inserita con la combinazione Alt Gr + S. Inoltre <ä>, <ö>, <ü> possono anche venire inserite rispettivamente con le combinazioni Alt Gr + Q, Alt Gr + P, Alt Gr + Y.
In OS X 10.7 "Lion" per inserire un carattere con umlaut basta tenere premuto il tasto della vocale corrispondente e poi selezionare il carattere voluto. Si può ulteriormente velocizzare il processo premendo il numero che appare al di sotto del carattere voluto.